# Mount Veynberg
Mount Veynberg är ett berg i Antarktis. Det ligger i Västantarktis. Argentina, Chile och Storbritannien gör anspråk på området. Toppen på Mount Veynberg är 900 meter över havet, eller 154 meter över den omgivande terrängen. Bredden vid basen är 4,4 km.
Terrängen runt Mount Veynberg är kuperad österut, men västerut är den bergig. Havet är nära Mount Veynberg västerut. Trakten är obefolkad. Det finns inga samhällen i närheten.